# Сони Листон
Чарлс Сони Листон (енгл. Charles "Sonny" Liston; око 1932. — 30. децембар 1970) био је амерички боксер, светски шампион у тешкој категорији од 1962. до 1964. У рингу је остао упамћен по изузетно снажним ударцима и агресивности.

## Детињство
Тачан датум Листоновог рођења није познат. Мајка је као могуће године рођења наводила 1929, 1930. и 1932, а сам Листон 1928, 1932. и 1933. Службени подаци о рођењима у САД тада још нису постојали, док у попису становништва из 1930. нема спомена о Чарлсу Л. Листону. Као официјелан датум рођења Листон у документима наводи 8. мај 1932.
Године 1946. умро је Листонов отац, а мајка и Чарлс су убрзо одселили у Сент Луис, где су упознали Вилија Џордана. Заједно су починили неколико пљачки и крађа, због чега је средином 1950. осуђен на 5 година затвора. У затвору је добио надимак Сони и почео да се бави боксом, а због доброг владања је пуштен већ у октобру 1952. године.

## Каријера
Већ у марту 1953. побеђује на реномираном аматерском турниру Златне рукавице, а у августу започиње професионалну каријеру. Уследиле су победе против неколико реномираних противника (Еди Махен, Кливленд Вилијамс, Нино Валдес итд), али 1956. поново завршава у затвору, овога пута због повреда нанесених полицајцу. Након изласка 1958. нанизао је 19 узастопних победа и коначно добио прилику да се бори за титулу.
Тим тадашњег шампиона Флојда Патерсона дуго је избегавао меч с Листоном, али је 1962. меч коначно уговорен. Листон је однео суверену победу, нокаутом у првој рунди, а истим исходом завршио се и реванш 1963.
Титулу светског првака одузима му 1964. Касијус Клеј. Двобоју су претходиле многобројне провокације, а неприпремљени и фрустрирани Листон остао је након шесте рунде на поду.
Клеј, који је у међувремену прешао на ислам и наступао као Мохамед Али, је славио у реваншу 1965, нокаутиравши Листона после само 105 секунди. Пресудни Алијев ударац ушао је у историју као тзв. фантомски ударац (велики део публике није га ни приметио), а Листон као најбрже нокаутирани бивши светски шампион. Листонов брзи пораз услед мистериозног ударца и његове везе с подземљем подстакли су касније приче како је борба била намештена.
Листон је након пораза од Алија забележио још неколико победа, међутим оне су остале у сенци оптужби о намештању, тако да нову прилику за наслов више није добио. Каријеру је закључио борбама против Леотиса Мартина 1969. (поражен у деветој рунди, иако је Мартин због повреде ока задобијене у овој борби морао окончати каријеру) и Чака Вепнера 1970. (победа нокаутом у десетој рунди). У 54 професионалне борбе забележио је 50 победа, од чега чак 39 нокаутом. Године 1991. примљен је у Међународну боксерску кућу славних.

## Смрт
Пола године након последње борбе, Листон умире под неразјашњеним околностима у Лас Вегасу. Полиција је случај окарактерисала као предозирање хероином.